# Xã Brookfield, Quận Huron, Michigan
Xã Brookfield (tiếng Anh: Brookfield Township) là một xã thuộc quận Huron, tiểu bang Michigan, Hoa Kỳ. Năm 2010, dân số của xã này là 760 người.